# Abraham Bedros I. Ardzivian
Abraham Bedros I. Ardzivian, auch Abraham Petrus II. Ardzivian, (armenisch:Աբրահամ Պետրոս Ա. Արծիւեան; * 1679 im Aintab; † 1. Oktober 1749 in Kreim, heute: Gouvernement Libanonberg, Libanon) war der erste Patriarch von Kilikien der Armenisch-katholischen Kirche. Die armenisch-katholische Kirche betrachtet ihn als ihren Gründer, obschon zu seiner Zeit ein eigenständiges armenisch-katholisches Patriarchat noch nicht errichtet war.

## Leben
Abraham Ardzivian, Schüler des katholisch gesinnten Armeniers Melkon Tazbazian, wurde 1706 zum Priester und 1710 durch den armenisch-apostolischen Katholikos Petrus II. von Kilikien in Sis zum Bischof für das Erzbistum Aleppo geweiht. Als solcher trat er offen für eine Union der armenischen Kirche mit dem Papst in Rom ein, erlitt deshalb Verfolgung und mehrjährige Haft. Schließlich zog er sich 1722 für 17 Jahre nach Kreim (Libanon) zurück. Zwischen 1735 und 1736 erwarben seine Anhänger das Kloster Mar Georges Avkar (Libanon) und befolgten die Regeln der maronitischen Antoniter. 1738 erhielten die armenischen Katholiken in Aleppo eine eigene Kirche und erwirkten die Erlaubnis der Rückkehr Ardzivians auf seinen Bischofssitz.  1740 weihte er in Aleppo drei seiner Anhänger, darunter Hagop Bedros II. Hovsepian, zu Bischöfen und ließ sich zum (Gegen-)Katholikos von Kilikien wählen.
Seine Ordination erfolgte am 26. November 1740 in Aleppo. 1741/43 weilte er in Europa. Am 8. Dezember 1742 erhielt er in Rom das Pallium aus den Händen von Papst Benedikt XIV. und führte seither den Amtsnamen „Abraham Bedros (Petrus)“. Auf der Rückreise in den Orient besuchte er im Frühjahr 1743 Mechitar von Sebasteia im Mechitaristen-Kloster auf San Lazzaro bei Venedig, der persönlich der Errichtung einer armenisch-katholischen Sonderhierarchie reserviert gegenüberstand.
Nach einem längeren Aufenthalt in Alexandrien (Ägypten) ließ sich der vom Osmanischen Staat nicht anerkannte Patriarch Abraham Bedros I. Ardzivian in Kreim (Libanon) nieder. Seine Nachfolger verlegten den Sitz des armenisch-katholischen Patriarchen nach Bzommar. Ihr Jurisdiktionsbereich blieb regional begrenzt, umfasste unter anderem nicht die katholischen Armenier in Konstantinopel und Umland.